# Glauconycteris machadoi
Glauconycteris machadoi (Hayman, 1963) è un pipistrello della famiglia dei Vespertilionidi endemico dell'Angola.

## Descrizione

### Dimensioni
Pipistrello di piccole dimensioni, con la lunghezza della testa e del corpo di 105 mm, la lunghezza dell'avambraccio di 46 mm, la lunghezza della coda di 48 mm, la lunghezza del piede di 8,5 mm e la lunghezza delle orecchie di 13 mm.

### Aspetto
La pelliccia è arruffata e setosa. Le parti dorsali sono marrone scuro, più chiare sul collo e distintamente più scure sulla testa ed il muso, mentre le parti ventrali sono crema-grigiastre, con il mento, le labbra e la gola cosparse di peli bruno-grigiastri chiari. Gli occhi sono molto piccoli. Le orecchie sono arrotondate e con l'antitrago che si estende attraverso un altro lobo carnoso sul labbro inferiore all'angolo posteriore del muso. Le membrane alari sono semi-trasparenti, marroni chiare, con una vistosa venatura e con la porzione sopra le ossa alari bruno-rossastro scuro. La coda è lunga ed inclusa completamente nell'ampio uropatagio.

## Biologia

### Alimentazione
Si nutre di insetti.

## Distribuzione e habitat
Questa specie è conosciuta soltanto da un individuo femmina catturato nell'Angola centro-orientale.
Vive nei boschi di Miombo dominati da alberi del genere Brachystegia e Julbernardia.

## Conservazione
La IUCN Red List, considerata la mancanza di informazioni recenti sull'areale, i requisiti ecologici, le minacce e lo stato di conservazione, classifica G.machadoi come specie con dati insufficienti (DD).